# Huron megye (Michigan)
Huron megye az Amerikai Egyesült Államokban, azon belül Michigan államban található. Megyeszékhelye és legnagyobb városa Bad Axe. Lakosainak száma 31 407 fő (2020. április 1.). Huron megye Tuscola és Sanilac megyékkel határos.

## Népesség
A megye népességének változása:
| Lakosok száma | 33 082 | 32 723 | 32 457 | 32 224 | 31 883 | 31 407 |
|               | 2010   | 2011   | 2012   | 2013   | 2015   | 2020   |